# 시카고 레드 스타스
시카고 레드 스타스(Chicago Red Stars)는 내셔널 위민스 사커 리그에 참가하는 미국 일리노이주 브리지뷰에 있는 여자 축구팀이다.

## 같이 보기
- 시카고 파이어